# Aelita-Preis
Der Aelita-Preis (russisch Премия «Аэлита») ist ein russischer Literaturpreis für Leistungen auf dem Gebiet der phantastischen Literatur. Er wurde 1981 von der Literaturzeitschrift Uralski Sledopyt (Уральский следопыт) und dem Verband der russischen Schriftsteller (Союз писателей РСФСР) gestiftet. Der Preis ist nach Alexei Tolstois 1923 erschienenem Science-Fiction-Roman Aelita benannt.
Der Preis wird auf dem jährlich in Jekaterinburg (bis 1991 Swerdlowsk) vom Uralski Sledopyt veranstalteten Aelita-Festival verliehen. Der Empfänger des Preises wird von einer Jury bestimmt. Ursprünglich wurde der Preis für das beste in den vorhergehenden zwei Jahren erschienene Buch verliehen; seit einer Änderung der Verleihungsregeln 1997 erfolgt die Preisvergabe stattdessen für das gesamte Schaffen eines Schriftstellers.
Neben dem Hauptpreis wurden im Laufe der Jahre noch vier Nebenpreise eingeführt:
- der Iwan-Jefremow-Preis für Beiträge zur Entwicklung der russischen Phantastik (verliehen seit 1987)
- der Start-Preis für das beste literarische Debüt (verliehen seit 1989)
- der Witali-Bugrow-Preis für editorische, bibliografische und literaturkritische Leistungen (verliehen seit 1997)
- der Igor-Chalymbadscha-Orden der Ritter der Phantastik für Beiträge zur Entwicklung der russischen Fankultur (verliehen seit 2002)

## Preisträger
Aelita-Preis:
- 1981: Arkadi und Boris Strugazki (für Ein Käfer im Ameisenhaufen) und Alexander Kasanzew
- 1982: Sinowi Jurjew (für Дарю вам память)
- 1983: Wladislaw Krapiwin (für Дети синего фламинго)
- 1984: Sergei Snegow (für die Trilogie Menschen wie Götter)
- 1985: Sergei Pawlow (für die Dilogie Лунная радуга)
- 1986: nicht verliehen
- 1987: Olga Larionowa (für Соната моря)
- 1988: Wiktor Kolupajew (für Весна света)
- 1989: Sewer Gansowski (für Инстинкт?)
- 1990: Oleg Korabelnikow (für К востоку от полночи)
- 1991: Wladimir Michailow (für Капитан Ульдемир)
- 1992: Sergei Drugal (für Василиск)
- 1993: Wassili Swjaginzew (für Одиссей покидает Итаку)
- 1994: Gennadi Praschkewitsch (für Шпион)
- 1995/96: nicht verliehen
- 1997: Kir Bulytschow
- 1998: Jewgeni Guljakowski
- 1999: Sergei Lukjanenko
- 2000: Wadim Schefner
- 2001: Marina und Sergei Djatschenko
- 2002: Jewgeni Lukin
- 2003: Wladimir Sawtschenko
- 2004: Wassili Golowatschow
- 2005: Marija Semjonowa
- 2006: Alexander Gromow
- 2007: nicht verliehen
- 2008: Swjatoslaw Loginow
- 2009: Wladimir Wassiljew
- 2010: Andrei Lasartschuk
- 2011: H. L. Oldie (Oleg Ladyschenski und Dmitri Gromow) und Jewgeni Woiskunski
- 2012: Pawel Amnuel (Pessach Amnuel)
- 2013: Roman Slotnikow
- 2014: Issai Dawydow
- 2015: Wjatscheslaw Rybakow
- 2016: Jewgeni Filenko
- 2017: Andrei Beljanin
- 2018: Wadim Panow

Iwan-Jefremow-Preis:
- 1987: Georgi Gurewitsch
- 1988: Dmitri Bilenkin (postum) und Witali Bugrow
- 1989: Georgi Gretschko
- 1990: Witali Babenko
- 1991: Igor Chalymbadscha
- 1992: Andrei Balabucha
- 1993–96: nicht verliehen
- 1997: Jewgenija Sterligowa
- 1998: Alexander Kaschirin
- 1999: Alexander Sidorowitsch
- 2000: Nina Berkowa
- 2001: Wladimir Borissow
- 2002: Bella Kljuijewa
- 2003: Dmitri Watolin
- 2004: Alexander Schalganow
- 2005: Dmitri Baikalow
- 2006/07: nicht verliehen
- 2008: Zeitschrift Mir Fantastiki
- 2009: nicht verliehen
- 2010: Nikolai Romanezki

Start-Preis:
- 1989: Boris Schtern (für Чья планета?)
- 1990: Andrei Stoljarow (für Изгнание беса)
- 1991: Wjatscheslaw Rybakow (für Очаг на башне)
- 1992: Alexander Tjurin & Alexander Schtschogolew (für Клетка для буйных)
- 1993: Sergei Lukjanenko (für Атомный сон)
- 1994: Andrei Schtscherbak-Schukow (für Сказки о странной любви)
- 1995/96: nicht verliehen
- 1997: Andrei Walentinow (für Око силы: Первая трилогия)
- 1998: Michail Tyrin (für Тень покровителя)
- 1999: Andrei Plechanow (für Земной бессмертный)
- 2000: Natalja Resanowa (für Открытый путь und Последняя крепость)
- 2001: Wiktor Burzew[1] (für Алмазные нервы)
- 2002: Leonid Kaganow (für Коммутация)
- 2003: Witali Kaplan (für Корпус)
- 2004: Alexei Iwanow (für Корабли и галактика)
- 2005: Lora Andronowa (für По велению Грома)
- 2006: Irina Olowjannaja (für Маленький дьявол)
- 2007: nicht verliehen
- 2008: Sergei Pali (für Изнанка)
- 2009: nicht verliehen
- 2010: Ilja Tjo (für Твердый Космос)